# Bermudas en los Juegos Olímpicos de Londres 2012
Las Bermudas estuvieron representadas en los Juegos Olímpicos de Londres 2012 por un total de 8 deportistas, 5 hombres y 3 mujeres, que compitieron en 5 deportes.
El portador de la bandera en la ceremonia de apertura fue el regatista Zander Kirkland. El equipo olímpico bermudeño no obtuvo ninguna medalla en estos Juegos.